# Liste der Baudenkmäler in Kamp-Lintfort
Die Liste der Baudenkmäler in Kamp-Lintfort enthält die denkmalgeschützten Bauwerke auf dem Gebiet der Stadt Kamp-Lintfort im Kreis Wesel in Nordrhein-Westfalen (Stand: April 2021). Diese Baudenkmäler sind in der Denkmalliste der Stadt Kamp-Lintfort eingetragen; Grundlage für die Aufnahme ist das Denkmalschutzgesetz Nordrhein-Westfalen (DSchG NRW).

## Liste der Baudenkmäler in Kamp-Lintfort
| Bild                            | Bezeichnung                                                                 | Lage                                 | Beschreibung | Bauzeit                       | Eingetragen seit | Denkmal- nummer |
| ------------------------------- | --------------------------------------------------------------------------- | ------------------------------------ | --- | ----------------------------- | ---------------- | --------------- |
| weitere Bilder                  | Abteikirche Kamp                                                            | Abteiplatz 10 Karte                  | Die erste Kirche stammt vermutlich aus dem Jahr 1150. 1410 wurde die Abteikirche restauriert. Seit dieser Zeit sind der Chorraum und die ersten drei Joche bis heute erhalten geblieben. Der dritte Neubau, der bis heute erhalten ist, wurde in den Jahren 1683–1700 gebaut. Die Kirche hat eine Länge von 46 Metern, eine Breite von 15 Metern und eine Höhe von 13,2 Metern. Den Chor flankieren zwei über den östlichen Gewölben der Seitenschiffe errichtete, mit Spitzbogenblenden gegliederte, vierseitige Helme aus der Barockzeit. Der letzte Neubau ist eine dreischiffige Backsteinhallenkirche mit 2 Jochen und einem verbreiterten Mittelschiff. Die Pfeiler von quadratischem Grundriss mit vier Vorlagen für die Gurtbögen tragen die Gesimse für die Kreuzgewölbe. Die Westwand hat ein vermauertes Spitzbogen-Fenster. | um 1150–1182 1410 1683–1700   | 09.11.1983       | 1               |
| weitere Bilder                  | Klosterbau                                                                  | Abteiplatz 13 Karte                  | Die Zeitstellung der ersten massiven Klosterbauten ist unbekannt. Der Neubau auf der Ostseite der Kirche ist ein 31,30 Meter langer, zweigeschossiger Backsteinbau mit mittelalterlichem Kern und Schweifgiebeln. Im unteren Geschoss befanden sich große Säle, die als physikalisches Kabinett und Bibliothek dienten. Im oberen Geschoss befand sich das Infirmarium, dessen Zimmer der Pflege der kranken Mönche dienten. Im früheren Musiksaal sind die Barockdecke und an der Wand das Wappen der Zisterzienser noch gut erhalten. | vmtl. 1683–1700               | 09.11.1983       | 2               |
| weitere Bilder                  | Agatha-Stift                                                                | Abteiplatz 24 Karte                  | Ehemaliges Schwesternheim, ein zweigeschossiger, traufständiger Backsteinbau aus dem Jahr 1912, mit sparsamen neubarocken Bauformen, später im Jugendstil gestaltet. Der Bau geht nicht auf die Klosterzeit zurück. Von Oktober 1942 bis Juni 1944 Kriegslazarett. | 1911–1912                     | 31.08.1983       | 3               |
| ehemalige Prälatur des Klosters | ehemalige Prälatur des Klosters                                             | Abteiplatz 9 Karte                   | Die Pläne für die Prälatur entwarf das damalige Mitglied, Abt Benediktus Bücken. Von diesem zweigeschossigen Barockgebäude auf H-förmigem Grundriss sind folgende Teile erhalten geblieben: Ein zweigeschossiges Giebelhaus mit drei Achsen und barocken Fensteröffnungen, Reste von barockem Skulpturenschmuck, barocke Spolien aus dem Giebel am Haus, im Inneren ein Raum mit Wandfenstern und Barockausstattung, darunter ein Kamin mit Fresken des heiligen Bernhard sowie eine Wandverkleidung aus holländischen Fliesen. |                               | 09.11.1983       | 4               |
| Bader’sches Haus                | Bader’sches Haus                                                            | Abteiplatz 27 Karte                  | Der Bau der Kapelle an der Pforte wurde im Jahr 1245 begonnen, 1412 restauriert und erweitert. Es handelt sich um einen massiven Backsteinbau mit Glockenturm. Im Jahr 1809 wurde die Torkapelle von Gerhard Fehmers, dem damaligen Besitzer, abgebrochen. Aus dem Material wurde auf den Grundmauern der Torkapelle ein zweigeschossiges Wohnhaus errichtet. | 1809                          | 09.11.1983       | 5               |
| weitere Bilder                  | Gartenreste des ehemaligen Barockgartens der Klosteranlage                  | Abteiplatz Karte                     | An der Westseite des Kamper Berges, westlich der Kirche, sind Reste der Klostermauer parallel zur Ostmauer erhalten. Südlich der Klosteranlage verliefen beide Mauern parallel am Hang des Kamper Berges hinunter und begrenzten seitlich einen terrassierten Barockgarten. Die Pläne des Gartens wurden vom Mönch Benediktus Bücken entwickelt. Heute ist nur ein Teil erhalten, vor allem die östliche Hälfte des Terrassengartens: drei parallel geführte Terrassen mit einer Einziehung sowie ein zerstörtes Brunnenrondell. Davor liegt eine im Gegensinne vorspringende Terrasse, die das Rondell zur Talebene hin abschloss. | 1742–1747                     | 09.11.1983       | 6               |
| weitere Bilder                  | Haus Bornheim                                                               | Kirchhoffstraße 94 Karte             | Das eingeschossige Gebäude mit Walmdach ist Bestandteil des Hofes Bornheim, der bereits seit 1772 als Krautfabrik und Schnapsbrennerei diente. Zum Baudenkmal gehören auch die beiden Windschutz-Lindenbäume vor dem Wohngebäude. Das Haus ist für die Ortsgeschichte bedeutend und aus heimatgeschichtlichen Gründen erhaltenswert. Es handelt sich um ein typisches niederrheinisches Wohnhaus mit Opkammer. |                               | 09.11.1983       | 7               |
| weitere Bilder                  | Haus Dieprahm                                                               | Rundstraße 139 Karte                 | Eingeschossiger Backsteinbau mit zwei Türmen, früher von einem Wassergraben umgeben, der heute noch sichtbar ist. Haus Dieprahm war ein ehemaliger Rittersitz und ist seit 1934 im Besitz der Zeche Friedrich-Heinrich. Der Überlieferung nach soll Napoleon I. nach seiner Niederlage in Russland (1812) auf der Flucht nach Paris eine Nacht im Turmzimmer des Erdgeschosses verbracht haben. |                               | 06.02.1984       | 8               |
| weitere Bilder                  | Haus Eyll                                                                   | Eyller Straße 340/342/344 Karte      | Die ehemalige Wasserburg Eyll war der älteste Rittersitz der Gegend und erhielt ihren Namen von ihrem ersten Besitzer, der Familie Eyll. Das Haus war ein Vierecksbau mit Zinnen, Türmen und einem kleinen Innenhof, umgeben von einem breiten Wassergraben. Hinter der Burg lag der Schlosspark, der heute ein Garten ist. Vor dem Haupteingang stand ein festungsartiges Bollwerk, die sogenannte Vorburg, die durch eine Zugbrücke mit der Hauptburg verbunden war. Um das Ganze führte ein zweiter Wassergraben. Heute sind die Wassergräben teilweise ausgetrocknet. Die noch stehenden Wirtschaftsgebäude wurden um 1829/30 erbaut. Zur Zeit der Napoleonischen Kriege diente Haus Eyll als Lazarett. |                               | 26.10.1983       | 9               |
| weitere Bilder                  | Pfarrkirche Eyll                                                            | Eyller Straße 339 Karte              | Die Kapelle wurde von Tillmann von Eyll als Schlosskapelle errichtet. Am 1. Januar 1835 wurde die Kapelle zur selbständigen Pfarrei erklärt. Im Eingang befindet sich der Grabstein des ehemaligen Besitzers von Haus Eyll, Ritter Friedrich von Pallant, in Lebensgröße und voller Rüstung. Zur rechten Seite der Ritterfigur sind acht Wappen der Ahnen des Ritters mit Unterschrift eingemeißelt: von Pallant, Vorst, Horst, Allewyn, Alpen, Hoimoer, Leo und ein weiteres Wappen, das ein großes Kreuz im Wappenschild und auf dem Helm einen links gewendeten Tierkopf zeigt. Zur linken Seite befinden sich die acht Wappen der Ahnen seiner Gemahlin: von Raesfeld, Updenberg, Merveld, Eyll, Hoimoet, Aldenbockum, Ketteler und ein weiteres Wappen, bei dem die Unterschrift fehlt. Bei Restaurierungsarbeiten, die 1983 erfolgreich abgeschlossen wurden, stieß man im Altarraum auf Wand- und Deckenmalereien, die vom niederrheinischen Kirchenmaler Friedrich Stummel (1850–1919) stammen. | 1430                          | 09.11.1983       | 10              |
| weitere Bilder                  | Friedhof Kamper Berg                                                        | Klosterstraße Karte                  | vermutlich ab 1660 angelegt, als Kamp zur eigenen Pfarrgemeinde erhoben wurde; der älteste erhaltene Grabstein stammt aus dem Jahr 1736. Auf der Ostseite der Klosterstraße, zwischen Rheinberger Straße und Abteiplatz, zum großen Teil von der Backsteinmauer der Klosterseite umschlossen. Friedhofskapelle, ein offener neugotischer Zentralbau aus Backstein, datiert auf 1857. 1982 zur Gedächtnisstätte für die Gefallenen der beiden Weltkriege umgestaltet. Die Kapelle ist von Grabsteinen des 18. und 19. Jahrhunderts umgeben. | ab 1660                       | 09.11.1983       | 11              |
| BW                              | Haus Frohnenbruch                                                           | Schloßallee 81 Karte                 | Es handelt sich um ein ehemaliges Rittergut. Doppelte Wassergräben umgaben die Burg Frohenbruch. Der Zugang bis zum Torbogen ist auf beiden Seiten durch eine Mauer begrenzt. Auf dem Torbogen befindet sich ein Schlussstein, der beurkundet, dass der Freiherr von Milendonk, Frohenbruch und Hoerstgen die Burg am 15. Juli 1622 erbaut hat. Die Burganlage bestand aus Vorburg und Hauptburg. Auf der Nord- und Westseite waren die gefährdeten Stellen durch Ringmauern verstärkt. 1636 begann der langjährige Streit zwischen Burg Frohenbruch und der Abtei Kamp. Heute werden die Gebäude landwirtschaftlich genutzt. Sie sind durch Bergschäden sowie durch den sinkenden Grundwasserstand, der zu Bodenschrumpfungen führt, gefährdet. |                               | 09.11.1983       | 12              |
| Haus Heideck                    | Haus Heideck                                                                | Heidecker Weg 65/65a Karte           | Haus Heideck war ein früherer Rittersitz. Die Anlage wird überragt von einem massiven viereckigen Turm mit Turmhäubchen und einer Glocke. Der Torbogen ist im Hauptgebäude integriert. Bis etwa 1948 wurde eine Schnapsbrennerei (Marke „Rittergut Haus Heideck“) betrieben. Erster Besitzer des Hauses war Johann von Moers. Danach gelangte das Haus 1481 als Lehen in den Besitz der Familie von Eyll. Um 1900 begann die landwirtschaftliche Nutzung der Gebäude. Die technische Einrichtung ist fast noch vollständig erhalten, darunter die Brennerei aus der Zeit um 1900. Unter Denkmalschutz stehen die mehrteilige Hofanlage und das westliche Wirtschaftsgebäude. |                               | 09.11.1983       | 13              |
| BW                              | Evangelische Kirche Hoerstgen mit Orgel                                     | Dorfstraße 24 Karte                  | Die Kapelle in Hoerstgen wird bereits im Jahr 1241 erwähnt. 1432 wurde die Kapelle von Rutger Vlodorp und Elsbe von Wachtendonk gestiftet. Am 26. Februar 1546 wurde die Kapelle zur Pfarrkirche erhoben. 1626 brannten die Spanier die Kirche nieder. Die wiederaufgebaute Kirche entstand 1634. Sie ist ein spätgotisches, dreischiffiges und vierjochiges Bauwerk mit dunkelroten Rippen im hellen Gewölbe. Gegenüber der Orgelbühne steht der Altar auf gedrechselten Beinen. Hinter ihm befindet sich der Bogen des Chorraums. Der Mittelstick ist ein altes Schnitzwerk aus dem Jahr 1634. Die ganze Kirche ist bilderlos, nur auf den Kanzelbrettern und auf der Unterseite des Kanzeldeckels befinden sich Sterne; der Fuß der Kanzel ist im Barockstil. An der Ostseite des südlichen Seitenschiffes befindet sich die Gedenktafel der Reformation mit Wappen und Myrtenkränzen der Familie Millerdonk. In der Kirche befindet sich die 1732 erbaute Orgel des Ratinger Orgelbauers Weidtmann. Sie wurde 1970–1972 restauriert und ist ein eminenter Bestandteil des Denkmals. | 1634 (Kirche) 1732 (Orgel)    | 26.10.1983       | 14              |
| BW                              | Pastorat                                                                    | Dorfstraße 9 Karte                   | | 1835                          | 09.11.1983       | 15              |
| weitere Bilder                  | Immunitätskreuz                                                             | Rheinberger Straße/Kreuzstraße Karte | Das steinerne Immunitätskreuz (Anfang 18. Jahrhundert) steht nördlich der Rheinberger Straße in Verlängerung der Klosterstraße. Abgebildet sind das Abtwappen (Abt Stephanus Broichhusen) und eine Monstranznische. Die Inschrift auf dem Kreuz – ein Chronogramm – lautet: „Unter diesem Zeichen unseres Erlösers ist Friede und Leben und Sicherheit.“ Das Kreuz, das ursprünglich auf einem Sockel stand, ist in den letzten Kriegsjahren heruntergefallen und zertrümmert worden. Es wurde durch ein altes Kreuz vom Friedhof ersetzt, wie auch aus der Inschrift auf der Rückseite ersichtlich ist. | 1730                          | 22.11.1983       | 16              |
| ehemaliges Klostergefängnis     | ehemaliges Klostergefängnis                                                 | Klosterstraße 20 Karte               | Ein stattlicher historischer Backsteinbau, straßenseitig mit Backstein- und Putzverzierungen. Die seitliche Tordurchfahrt ist mit einem barocken Kapitell in Zweitverwendung ausgestattet. Im Keller befinden sich Zellen des klösterlichen Gefängnisses mit einem umlaufenden Gang. Abt Franziskus Daniels erbaute dieses Gerichtsgebäude, da er vom Kurfürsten von Köln eine eigene Gerichtsbarkeit im Gebiet von Kamp erwartete. | um 1740                       | 09.11.1983       | 17              |
| weitere Bilder                  | Mühlenstumpf                                                                | Hornenheidchenstraße 175 Karte       | Die „Hermannsmühle“ ist eine ehemalige Wallholländer-Windmühle und mit einigen Nebengebäuden Teil einer bäuerlichen Hofanlage. Der aus Ziegelsteinen errichtete, leicht konische runde Mühlenturm wird an seiner Basis von einem Wall umgeben. Der Turm besitzt ein flaches Kegeldach. Windmühlenflügel und Steert sind nicht vorhanden. Die Mühle wurde um 1850 in den Feldern zwischen Kamperbruch und Saalhoff errichtet und wohl nach Wilhelm Hermans, ihrem erster Eigentümer, benannt. Sie verfügte über zwei Mahlgänge. Bereits 1928/29 drohte die Mühle zu verfallen, wurde aber noch weiter genutzt. In ihren letzten Jahren erhielt sie einen Dieselmotor für den Antrieb des Mahlwerkes. Mit Ende des Zweiten Weltkrieges wurde 1945 der Mühlenbetrieb endgültig eingestellt. Nach langem Leerstand und zunehmendem Verfall wird die ehemalige Hermannsmühle seit 2023 aufwendig saniert. | um 1850                       | 10.11.1983       | 18              |
| BW                              | ehemalige Volksschule Saalhoff                                              | Leuchtstraße 28 Karte                | Das 1836 errichtete Gebäude ist ein wichtiges Zeugnis für die Geschichte des Schulwesens im Rheinland, da es zu den ältesten noch erhaltenen Schulhäusern gehört, die infolge der Einführung der allgemeinen Schulpflicht in Preußen (1825) erbaut wurden. Baugeschichtlich ist hervorzuheben, dass das Gebäude nicht in der üblichen Stilsprache des Klassizismus ausgeführt wurde, sondern durch seine Proportionen, die Art des Ziegelmauerwerks, die Fensterausbildung und das Krüppelwalmdach der Erscheinungsform des ländlichen niederrheinischen Hallenhauses verbunden bleibt. Auch typologisch ist es bedeutend, weil es den bis zur Jahrhundertwende vornehmlich auf dem Lande üblichen Bautypus mit Einklassenraum bzw. zwei Unterrichtsräumen und einer Lehrerwohnung unter einem Dach überliefert. | 1836                          | 20.09.1985       | 19              |
| weitere Bilder                  | Hofanlage „Hoogenhof“                                                       | Xantener Straße 80 Karte             | Der heutige Hoogenhof, früher Saalhof, war ein Sattelhof des Klosters Kamp und Jagdhof des Kurfürsten von Köln. Die erhaltenen Gebäude des Hoogenhofs wurde 1843 errichtet und 1872 mit Stallungen und einer Toreinfahrt erweitert. Er ist das Stammhaus der Brauerei Diebels. Der Braukeller befindet sich unter der 1716 errichteten Saalhoffer Kapelle. Seit 1520 ist eine Michaelskapelle der Michaelsbruderschaft nachgewiesen. Sie ist mit ihren bedeutenden Fensterscheiben unter der Nummer 21 als Baudenkmal geschützt. | 1843 1872 (Erweiterung)       | 01.02.1985       | 20              |
| BW                              | Saalhoffkapelle mit Bierglasscheiben                                        | Xantener Straße 80 Karte             | Die 1716 errichtete, dem Heiligen Michael geweihte Kapelle ist Teil des Hoogenhofs und wurde 1755 erstmals urkundlich erwähnt. 1920 wurde sie vergrößert und diente fortan als Kirche. Am 15. Februar 1977 erfolgte die Umgemeindung von Alpen nach Kamp-Lintfort in die Pfarrgemeinde St. Paulus. Die Kapelle besitzt 26 in Holz eingerahmte Fensterscheiben, von denen 19 mit religiösen sowie profanen Motiven versehen sind. Alle Scheiben, mit Ausnahme einer, tragen die Jahreszahl 1724. Aus den Inschriften der einzelnen Scheiben lässt sich entnehmen, dass das Fenster ursprünglich zu einer Gaststube gehörte. Die Scheiben sind Stiftungen von Verwandten und Bekannten des Besitzers. Sie gehören zu den „Fensterbierscheiben“ und sind die einzigen erhaltenen alten profanen Schmuckfenster am unteren Niederrhein. | 1716 (Gebäude) 1724 (Fenster) | 09.11.1983       | 21              |
| BW                              | ehemalige Volksschule Rossenray                                             | Krummensteg 1 Karte                  | Die eingeschossige, aus Ziegelsteinen errichtete ehemalige Volksschule Rossenray aus dem Jahr 1836, mit später angebauter Lehrerwohnung und dem noch erhaltenen Schulhof, ist von historischer Bedeutung für die Geschichte des Menschen sowie für Städte und Siedlungen. Aus wissenschaftlichen, schulgeschichtlichen und ortsgeschichtlichen Gründen besteht daher ein öffentliches Interesse an ihrer Erhaltung. | 1836                          | 09.11.1983       | 22              |
| Klostermauer                    | Klostermauer                                                                | Abteiplatz/Klosterstraße Karte       | An der Westseite des Kamper Berges sind westlich der Kirche noch Reste der Klostermauer parallel zur Ostmauer erhalten. Wie auf einem Kupferstich von 1474 ersichtlich ist, folgt die Ummauerung auf der Westseite dem Plateau des Kamper Berges und springt gegen das Tal vor. Südlich der Klosteranlage verliefen beide Mauern parallel am Hang des Kamper Berges hinunter und bildeten die seitliche Begrenzung eines imposanten, terrassierten Barockgartens. |                               | 28.05.1984       | 23              |
| BW                              | Niepschen Hof                                                               | Bendenstraße 42/44 Karte             | Die geschlossene, mehrteilige Hofanlage zeichnet sich durch ein T-förmiges Wohnstallhaus aus. Das sechs Achsen breite Wohnhaus wurde 1836 errichtet (dokumentiert durch Ankersplinten). Die Schmalseiten des Gebäudes sind mit Halbwalmen versehen, und unter der Traufe befindet sich das für diese Zeit typische, breite Putzgesims. Mit seiner asymmetrischen Aufteilung und einem eingeschossigen, über einem hohen Kellergeschoss gelegenen, zweiachsigen Abschnitt gehört der Hof zu dem am Niederrhein selten gewordenen Typ des zweigeschossigen T-Hauses mit erhöht liegender Opkamer. Die ursprüngliche Innenraumaufteilung des Erdgeschosses ist noch erhalten, während die Fenster teilweise verändert wurden. Die Wirtschaftsgebäude stammen aus der zweiten Hälfte des 19. Jahrhunderts. Der Niepschen Hof erhält seine besondere Bedeutung durch die Kombination eines niederrheinischen T-Hauses mit einer geschlossenen Viereckanlage. | 1836 2. H. 19. Jh.            | 10.08.1984       | 25              |
| BW                              | Bauernhaus „Hoffmannshof“                                                   | Fackelstraße 156 Karte               | Der Hoffmannshof besteht aus einem für den Niederrhein typischen T-Haus sowie stark verfallenen Wirtschaftsgebäuden. Das T-Haus wurde laut Ankerzahlen über dem Eingang im Jahr 1820 aus Backsteinen errichtet. Das zweigeschossige Gebäude verfügt über eine über einem Hochkeller gelegene Opkamer im linken Wohnteil und ist von einem Krüppelwalmdach bedeckt. An den Traufen- und Giebelseiten wird das Dach von einem profilierten Putzgesims begleitet. Hinter dem traufenständigen Wohnteil schließt sich in der für T-Häuser typischen Form der Stallteil an, dessen First senkrecht zum Wohnteil verläuft. Wohn- und Stallteil bilden eine untrennbare Einheit unter dem gemeinsamen Dach. | 1820                          | 01.02.1985       | 26              |
| BW                              | Heiligenhäuschen                                                            | Klotenstraße 57 Karte                | Das Heiligenhäuschen wurde um die Jahrhundertwende aus Backsteinen errichtet. Die Erhaltung liegt aus ortsgeschichtlichen und volkskundlichen Gründen im öffentlichen Interesse. | um 1900                       | 22.01.1986       | 27              |
| weitere Bilder                  | Casino im Park                                                              | Friedrich-Heinrich-Allee 54 Karte    | Das ehemalige Casino der Zeche Friedrich Heinrich ist Teil des Gebäudekomplexes entlang der Friedrich-Heinrich-Allee, bestehend aus der Zechenanlage auf der östlichen und den Folgebauten (Verwaltung, Direktorenvillen, Casino) auf der westlichen Straßenseite. Das in einer Grünanlage eingebettete Gebäude wurde in den Jahren 1914/15 errichtet und 1929 erweitert. Der Backsteinbau in neubarocken Formen umfasst den Hauptbaukörper mit Sockel-, Erd-, Mansard- und Dachgeschoss sowie - auf beiden Seiten - zwei flankierende eingeschossige Bauteile. Der Hauptbaukörper, dessen Mansardwalmdach mit Schiefer gedeckt ist, zeigt eine symmetrische Gestaltung. Das Erdgeschoss hebt sich durch seine Geschosshöhe als Hauptnutzgeschoss deutlich hervor. Die Straßenfassade gliedert sich in 3 zu 5 zu 3 Achsen. Die drei mittleren Achsen sind als Risalit auf halbkreisförmigem Grundriss ausgeführt. Die drei linken und rechten Erdgeschossachsen sind durch Lisenen mit Fugenschnitt in Form von Eckquaderungen gefasst, während die mittleren Achsen durch Pilaster unterteilt sind. Das Erscheinungsbild des Casinos ist im Zusammenhang der Friedrich-Heinrich-Allee weitgehend unverändert geblieben.                         | 1914–1915 1929                | 12.03.1986       | 28              |
| BW                              | Vinnmannshof                                                                | Norddeutschlandstraße 60 Karte       | Der Vinnmannshof ist ein beeindruckendes Beispiel einer niederrheinischen Hofanlage, die durch ihre großzügigen Dimensionen heraussticht. Vom älteren Bestand des Hofes ist das zweigeschossige, ursprünglich freistehende Wohnhaus erhalten, das durch ein Walmdach abgeschlossen wird. Maueranker an der Südostecke des Gebäudes datieren es auf das Jahr 1743. Besonders auffällig ist die Gestaltung der Umfassungswände, die durch breite Lisenen mit wulstartigem Kämpferprofil gegliedert sind. Charakteristisch für ein niederrheinisches Wohnhaus ist auch die Opkamer, die hier ebenfalls vorhanden ist. Die Anlage wird im Osten durch eine Quertennenscheune begrenzt. Sämtliche Gebäude sind mit Satteldächern ausgestattet, die den Gesamteindruck der Anlage abrunden. Mit seinen beeindruckenden Dimensionen und seiner historischen Substanz nimmt der Vinnmannshof eine herausragende Stellung unter den Hofanlagen des Niederrheins ein. | 1743                          | 19.03.1986       | 29              |
| weitere Bilder                  | ehemaliges ABC-Gebäude                                                      | Ringstraße 130 Karte                 | Das viergeschossige Gebäude aus dem Jahr 1923 im Stil des Backsteinexpressionismus besteht aus einem rechteckigen Baukörper mit einem konstruktiven Achsverhältnis von 5:4 und einem Zeltdach. An der Südseite schließt sich ein Eckturm im Nordosten an, während an der Nordseite ein eingeschossiger, übergiebelter Vorbau in Verbindung mit dem Eckturm steht. An der Westseite des Hauptbaukörpers ist ein weiterer, untergeordneter Vorbau angebaut, ein zweigeschossiger Kubus mit einem Achsverhältnis von 1:1:1. Die Fassadengestaltung folgt der konstruktiven Gliederung von 4:5 Achsen, wobei die mittleren Doppelachsen gestalterisch zusammengefasst und von den äußeren Achsen flankiert werden. Der Hauptbaukörper ist horizontal in verschiedene Zonen gegliedert, die sich durch unterschiedliche Fassadengestaltungen auszeichnen und eine Staffelung der Baumassen bewirken. Das Gebäude diente ursprünglich als Zentrallager des Steinkohlenbergwerks Friedrich Heinrich. Im Erdgeschoss war eine Konsumanstalt untergebracht. Im Jahr 1927 wurde nachträglich die Brennstoffhandlung der Allgemeinen Brennstoff-Handelscompagnie mbH Camperbruch (kurz ABC) im Gebäude eingerichtet. Bis 1976 wurde es von der RAG genutzt. | 1923                          | 30.05.1986       | 30              |
| Trinkhalle                      | Trinkhalle                                                                  | Kattenstraße 120 Karte               | Das ehemalige Milchhäuschen auf dem Kleinen Marktplatz der Alt-Siedlung Friedrich-Heinrich ist ein funktionaler Ziegelbau mit quadratischem Grundriss und Pyramidendach. Die beiden vorderen Gebäudeecken sind eingezogen, und das Dach wird an diesen Stellen von Rundpfeilern getragen. | 1915                          | 09.06.1987       | 31              |
| Gusseisernes Grabkreuz          | Gusseisernes Grabkreuz                                                      | Klosterstraße Karte                  | Auf dem Friedhof in Kamp, rechts vom Eingang an der Friedhofskapelle, befindet sich ein gusseisernes Grabkreuz mit einem detailliert gestalteten Schaft, der Barock- und Rokokoelemente aufweist. Unter dem Kreuz ist eine Madonna im Rosenhag abgebildet, die auf einem ursprünglichen Steinsockel steht. | vmtl. Mitte 18. Jh.           | 13.10.1987       | 32              |
| BW                              | Gusseisernes Grabkreuz                                                      | Klosterstraße Karte                  | Auf dem Friedhof in Kamp, links vom Eingang an der Friedhofskapelle, befindet sich ein barockes, gusseisernes Kreuz ohne Sockel. Der Schaft des Kreuzes ist detailliert gestaltet und zeigt Figuren von Maria, Maria Magdalena und dem Lieblingsjünger Johannes unter dem Kreuz. Das Kreuz weist barocke Merkmale auf, wie die strahlenförmigen Glorien und die verzierten Enden. | vmtl. 18. Jh.                 | 13.10.1987       | 33              |
| weitere Bilder                  | Wohnhaus                                                                    | Abteiplatz 22 Karte                  | Das Gebäude wurde im Jahr 1811 errichtet und ist in vielen Teilen noch original erhalten. Unter dem hinteren Gebäudeteil befinden sich tonnengewölbte Kellerräume mit dem originalen Fußboden aus quadratischen Tonplatten. Laut Auskunft des Eigentümers sind in den meisten Räumen unter den abgehängten Decken die alten Kölner Decken noch erhalten. Der Dachstuhl stammt ebenfalls aus der Erbauungszeit. Dem ursprünglich wohl backsteinsichtigen Gebäude wurde spätestens um die Jahrhundertwende eine dekorative Putzfassade hinzugefügt. | 1811                          | 05.09.1988       | 34              |
| weitere Bilder                  | Wohn- und Geschäftshaus                                                     | Friedrichstraße 2 Karte              | ehemaliges Arzthaus der Zeche Friedrich Heinrich, in dem einst Dr. van Elsbergen praktizierte und sich heute ein Restaurant befindet |                               |                  | 35              |
| BW                              | Romshof                                                                     | Fackelstraße 71 Karte                | |                               |                  | 36              |
| weitere Bilder                  | Hofanlage Gestfeld                                                          | Gestfeldstraße 99 Karte              | |                               |                  | 37              |
| BW                              | Stegmannshof: Landarbeiterkate                                              | Noppicker Weg 24 Karte               | eingeschossige Landarbeiterkate mit Krüppelwalmdach |                               |                  | 38              |
| BW                              | Hofanlage                                                                   | Halfmannsweg 124 Karte               | Hof im typisch niederrheinischen Stil, bestehend aus einem T-Haus und einer Opkammer. Die Hofanlage ist stark heruntergekommen und nur noch teilweise erhalten, sodass das Objekt nicht mehr in der Denkmalliste geführt wird. |                               |                  | 39              |
| BW                              | Jüdischer Friedhof                                                          | Breitenwegsallee Karte               | |                               |                  | 40              |
| weitere Bilder                  | Zeche Friedrich Heinrich: Fördergerüst Schacht 2                            | Friedrich-Heinrich-Allee Karte       | |                               | 14. Mai 2014     | 41              |
| BW                              | Zeche Friedrich Heinrich: Lüftergebäude Schacht 2                           | Friedrich-Heinrich-Allee Karte       | |                               | 14. Mai 2014     | 42              |
| BW                              | Zeche Friedrich Heinrich: Fördermaschinenhaus Schacht 2                     | Friedrich-Heinrich-Allee 61 Karte    | |                               | 14. Mai 2014     | 43              |
| BW                              | Zeche Friedrich Heinrich: ehemaliges Fördermaschinenhaus Schacht 1          | Friedrich-Heinrich-Allee Karte       | |                               | 14. Mai 2014     | 44              |
| BW                              | Zeche Friedrich Heinrich: Magazin                                           | Friedrich-Heinrich-Allee 59 Karte    | |                               | 14. Mai 2014     | 45              |
| weitere Bilder                  | Zeche Friedrich Heinrich: Zentralmaschinenhaus / Permutitanlage             | Friedrich-Heinrich-Allee Karte       | |                               | 14. Mai 2014     | 46              |
| BW                              | Zeche Friedrich Heinrich: Verwaltungs- und Kauengebäude                     | Friedrich-Heinrich-Allee 63 Karte    | |                               | 14. Mai 2014     | 47              |
| BW                              | Zeche Friedrich Heinrich: Werkstatt im ursprünglichen Zustand ohne Anbauten | Friedrich-Heinrich-Allee Karte       | |                               | 14. Mai 2014     | 48              |
| BW                              | Zeche Friedrich Heinrich: Schirrhof / Grubenfeuerwehr                       | Friedrich-Heinrich-Allee 79 Karte    | |                               | 14. Mai 2014     | 49              |
| BW                              | Zeche Friedrich Heinrich: Pumpenhaus                                        | Friedrich-Heinrich-Allee 81 Karte    | |                               | 23. Mai 2017     | 50              |

## Ehemalige Baudenkmäler
| Bild | Bezeichnung                     | Lage                | Beschreibung | Bauzeit | Eingetragen seit | Denkmal- nummer |
| ---- | ------------------------------- | ------------------- | --- | ------- | ---------------- | --------------- |
| BW   | Gut Asdonk mit kleiner Roßmühle | Graftstraße 1 Karte | 1227 erstmals als Rittergut erwähnt. Die Hofanlage ist großzügig angelegt. Das ursprünglich freistehende, stattliche Wohnhaus wurde laut Inschrift im Jahr 1836 errichtet. Es handelt sich um einen gut proportionierten, zweigeschossigen Backsteinbau mit sieben Fensterachsen und einem gewölbten Keller. Unter der Traufe des Walmdachs verläuft eine breite, verputzte Kehle. Die Rückseite des Hauses wurde durch Veränderungen an den Fenstern beeinträchtigt. Die langgestreckten, U-förmigen Wirtschaftsgebäude stammen aus der zweiten Hälfte des 19. Jahrhunderts. Etwas abseits befindet sich ein Backsteinbau auf rechteckigem Grundriss mit Halbwalm, in dem angeblich eine Roßmühle eingerichtet war. Der Hof Asdonk wurde über einem alten, mindestens mittelalterlichen Burgplatz errichtet. Die letzten Bewohner verließen um 1990 die Hofanlage, die seitdem leer stand und deren Zustand sich rapide verschlechterte. Sie wurde Ende 2020 abgerissen, |         | 16.03.1984       | 24              |